# Dobrochov
Dobrochov är en ort i Tjeckien.   Den ligger i regionen Olomouc, i den östra delen av landet, 210 km öster om huvudstaden Prag. Dobrochov ligger 233 meter över havet och antalet invånare är 264.
Terrängen runt Dobrochov är platt åt nordost, men åt sydväst är den kuperad. Runt Dobrochov är det ganska tätbefolkat, med 116 invånare per kvadratkilometer. Närmaste större samhälle är Prostějov, 9,6 km norr om Dobrochov. Trakten runt Dobrochov består till största delen av jordbruksmark.